# Carlos Clerc
Carlos Clerc (Badalona, 21 de fevereiro de 1992) é um futebolista profissional espanhol que atua como defensor pelo Elche.

## Carreira
Carlos Clerc começou a carreira no Espanyol.

## Títulos
- Segunda Divisão Espanhola: 2018–19[1]